# Arxiu administratiu
Els arxius administratius reuneixen els documents que corresponen a qualsevol de les tres primeres etapes del seu cicle de vida (de gestió, central i intermedi). Tanmateix, cal que resti clar que el terme administratiu no fa referència al tipus d'organisme productor, ni a la naturalesa dels documents (administratius), ni al servei que els custodia, sinó al cicle vital dels documents.

## Cicle de vida dels documents
D'acord amb les fases del cicle de vida dels documents els arxius administratius poden ser:
a) D'oficina o de gestió: el que reuneix la documentació en tràmit i la tramitada sotmesa a utilització i consulta administrativa continuada per les mateixes oficines. Llevat d'excepcions, en virtut de la normativa vigent, no pot custodiar documents de més de cinc anys.

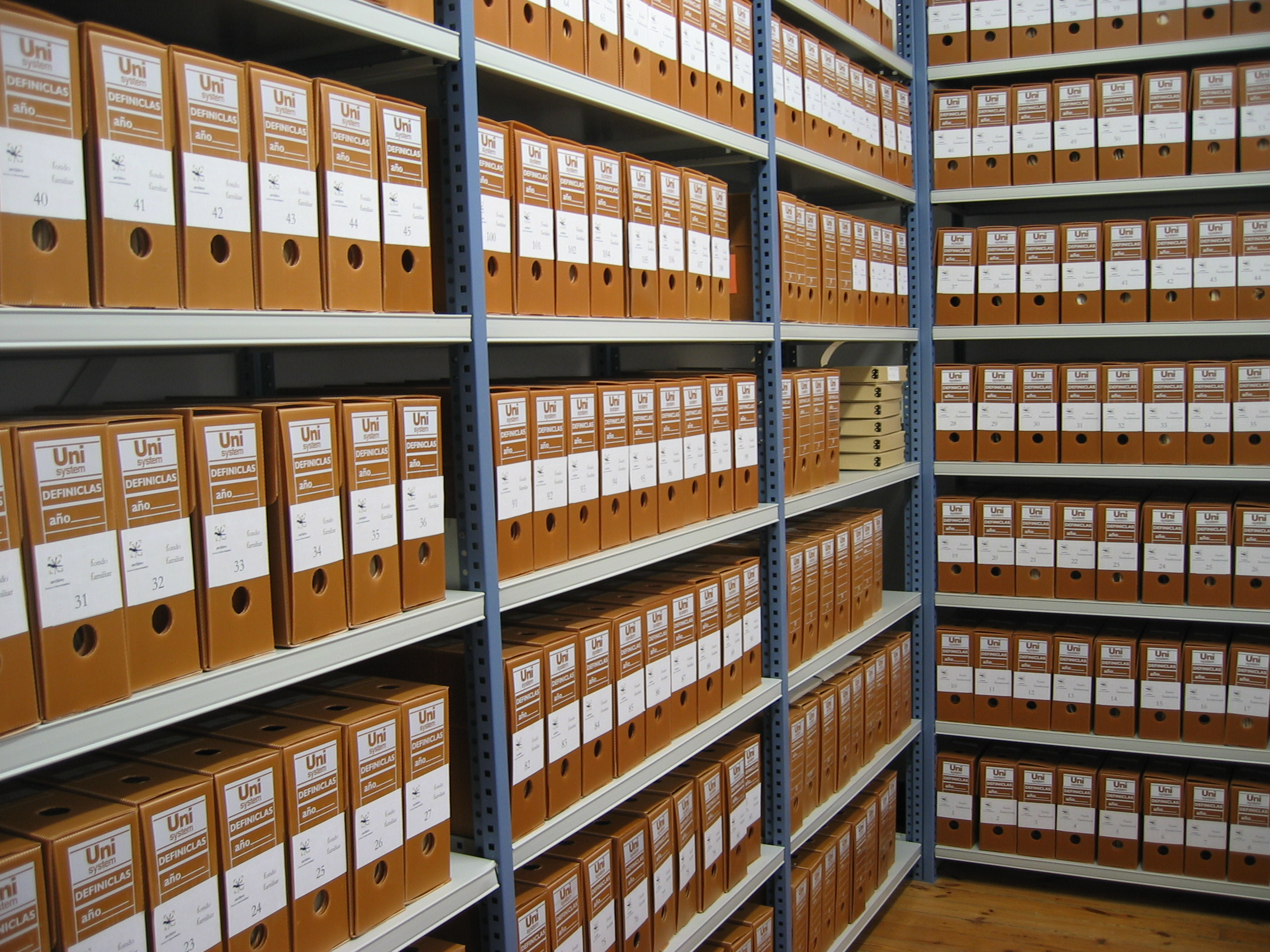
Fons arxiu

b) Central: el que coordina i controla el funcionament dels diferents arxius de gestió, i reuneix els documents que li són transferits des d'aquests, un cop finalitzat el tràmit i quan la consulta no és constant. Segons la normativa vigent, amb caràcter general i llevat d'excepcions, no pot custodiar documents que superin els trenta anys.
c) Intermedi: aquell al qual s'han de transferir els documents dels diversos arxius centrals, quan la consulta dels organismes productors és molt esporàdica, i en què romanen fins a la seva eliminació o transferència a l'arxiu històric. D'acord amb la normativa vigent, igualment amb caràcter general i llevat d'excepcions, no pot conservar documents de més de cinquanta anys.”
L'arxiu administratiu s'ocupa dels documents en fase activa i semiactiva, mentre encara tenen vigència legal. Quan els documents perden valor primari i adquireixen valor secundari s'ingressen a l'arxiu històric, el qual és la culminació de l'administratiu, fins al punt que si admetem el cicle vital dels documents i l'existència de xarxes d'arxius que suposen la successió d'arxius per a estada dels documents segons la seva edat, els històrics són el final d'aquesta successió i és difícil reconèixer la seva existència sense la dels anteriors, que s'han denominat arxius administratius o de gestió.

## Antecedents
El concepte d'arxiu administratiu està moltes vegades associat a la gran creació de documentació pròpia de la burocràcia de l'administració pública de les últimes dècades. Si bé cal tenir en compte que també es troben arxius administratius sense cap vinculació pública, cal comprendre la importància d'aquesta per entendre aquest tipus d'arxius.
L'origen de l'arxiu es troba a l'Antic Orient, Egipte i Mesopotàmia, en els anomenats arxius de Palau, si bé van ser grecs i romans els que van institucionalitzar l'arxiu, donant-li diferents atribucions de caràcter públic. A l'època medieval es produeix un auge el document escrit, vinculat bàsicament a diferents grups socials i institucions de caràcter jurídic o religiós, formant arxius reials, eclesiàstics, notarials i municipals. Això continua en l'època moderna, quan les institucions tenen la necessitat de conservar i organitzar la documentació per tal de garantir el seu patrimoni.
Tots aquests arxius tenien bàsicament una funció d'arxiu administratiu, ja que solien preservar documents que no eren d'utilitat pel dia a dia, però que eren molt importants pel seu caràcter de probatori. Calia que fossin conservats per tal de garantir les propietats de qualsevol institució o bé per tenir coneixements de diferent caire sobre aquestes propietats. Serà amb la Revolució Francesa quan aquests arxius “administratius” passaran a ser “històrics”, ja que se'ls donarà un valor de coneixement del passat, més que no pas una atribució a una organització o institució. Cal tenir en compte els canvis que es produeixen en l'època, ja que la desaparició d'institucions no comportaran la desaparició dels seus documents, sinó que passaran a formar part de fons històrics.

## Necessitats d'organització dels arxius administratius al segle XX
És al segle xix quan s'incrementa l'activitat documental, a conseqüència del funcionament cada vegada més burocràtic tant del sector públic com del privat. Comença a ser notable cap a finals de segle i ja serà importantíssima a mesura que va avançant el segle xx.
Durant la Segona Guerra Mundial, als Estats Units comencen a aparèixer els records centers, que són arxius intermedis que van ser necessaris per al creixement de les administracions federals. Hi havia la problemàtica de l'acumulació de documentació recent a l'administració, però que era de poca utilitat. Tanmateix, no era prou rellevant com per dipositar-la en arxius històrics. Això va comportar la necessitat de crear uns arxius administratius que s'ocupessin d'aquesta documentació que, poc utilitzada, podia haver de ser consultada. Aquest sistema, consolidat als Estats Units, va anar-se estenent cap a altres països com el Canadà (1945), Gran Bretanya (1950), Alemanya (1965) o Espanya (1969).

## Pes de la gestió documental
L'arxiu administratiu ha d'alliberar les organitzacions i institucions de documents que no són necessaris diàriament, per tal que les administracions puguin actuar d'una manera més eficient i eficaç, sense trobar impediments documentals en les tasques quotidianes. També ha de procurar fer la gestió documental adequada per tal de no col·lapsar els arxius històrics amb documents d'escàs interès. Al mateix temps, l'arxiu administratiu ha de permetre tenir disponibilitat dels documents, sempre que resultin necessaris. Es tracta d'organitzar una sèrie de documents en una fase semi-activa, cosa que comporta que molta documentació encara pot tenir certa utilitat o importància.
Amb l'augment de la burocràcia de les últimes dècades, ha pres molta importància el tema de la gestió documental. Els arxius administratius han de saber valorar què cal conservar i traspassar als arxius històrics i què cal destruir. La frontera de delimitació dels documents que han de passar a l'arxiu històric i els que no, ha estat un tema llargament debatut i difícil de valorar. La qüestió de l'expurg ha estat discutida i estudiada en diferents àmbits i ha estat considerada com a molt necessària per a garantir un bon ús dels arxius i un estalvi d'espai que garantirà un millor funcionament de l'administració o organització.